# Aissino
Aissino (en rus: Айсино) és un poble de la República de Mordòvia, a Rússia, segons el cens del 2010 no tenia cap habitant, pertany al districte de Témnikov. Es troba a 20 km al sud-est de Témnikov, la capital del districte.